# Liste des églises-halles de Belgique
Liste des églises-halles ou hallekerques de Belgique.
Les églises sont triées par province et ville.

## Anvers
| Illustration | Nom                                   | Commune ou section (commune, quartier ou lieu-dit) | Type                                                                                        | Dates | Remarques |
| ------------ | ------------------------------------- | -------------------------------------------------- | ------------------------------------------------------------------------------------------- | ----- | --------- |
|              | Église Sainte-Marie Madeleine de Reet | Reet (Rumst)                                       | Nef à 3 vaisseaux avec transept et clocher en façade intégré au vaisseau central de la nef. |       |           |

## Flandre-Occidentale
| Illustration | Nom                                                 | Commune ou section (commune, quartier ou lieu-dit) | Type                                                                                         | Dates | Remarques                                                                    |
| ------------ | --------------------------------------------------- | -------------------------------------------------- | -------------------------------------------------------------------------------------------- | ----- | ---------------------------------------------------------------------------- |
|              | Église Saint-Jean d'Anzegem                         | Anzegem                                            | Nef à 3 vaisseaux sans transept et clocher au dessus du vaisseau central de la nef.          |       |                                                                              |
|              | Église Saint-Omer de Beveren                        | Beveren                                            | Nef à 3 vaisseaux avec transept et clocher au dessus de la croisée du transept.              |       |                                                                              |
|              | Église Saint-Martin de Courtrai                     | Courtrai                                           | Nef à 3 vaisseaux avec transept et clocher en façade intégré au vaisseau central de la nef.  |       |                                                                              |
|              | Église Notre-Dame de Damme                          | Damme                                              | Nef à 3 vaisseaux sans transept et clocher indépendant*.                                     |       | * La partie entre la nef et le clocher a été démolie à l'exception des murs. |
|              | Église Saint-Pierre d'Emelgem                       | Emelgem (Iseghem)                                  | Nef à 3 vaisseaux sans transept et clocher au dessus du vaisseau central de la nef.          |       |                                                                              |
|              | Église Saint-Nicolas de Furnes                      | Furnes                                             | Nef à 3 vaisseaux avec transept et clocher en façade devant le vaisseau central de la nef.   |       |                                                                              |
|              | Église Notre-Dame de l'Assomption de Gistel         | Gistel                                             | Nef à 3 vaisseaux avec transept et clocher au dessus de la croisée du transept.              |       |                                                                              |
|              | Église Saint-Jacques-le-Majeur de Gits              | Gits (Hooglede)                                    | Nef à 3 vaisseaux sans transept et clocher en façade devant le vaisseau central de la nef.   |       |                                                                              |
|              | Église Saint-Eutrope d'Heule                        | Heule (Courtrai)                                   | Nef à 3 vaisseaux sans transept et clocher en façade devant le vaisseau central de la nef.   |       |                                                                              |
|              | Église Saint-Amand d'Hooglede                       | Hooglede                                           | Nef à 3 vaisseaux sans transept et clocher en façade intégré au vaisseau central de la nef.  |       |                                                                              |
|              | Église Saint-Tillo d'Izegem                         | Izegem                                             | Nef à 3 vaisseaux avec transept et clocher en façade intégré au vaisseau central de la nef.  |       |                                                                              |
|              | Église Saint-Jean-le-Baptiste de Kachtem            | Kachtem (Izegem)                                   | Nef à 3 vaisseaux sans transept et clocher en façade devant le vaisseau central de la nef.   |       |                                                                              |
|              | Église Saint-Martin de Koekelare (nl)               | Koekelare                                          | Nef à 3 vaisseaux avec transept et clocher au dessus de la croisée du transept.              |       |                                                                              |
|              | Église Saint-Martin de Koolskamp                    | Koolskamp (Ardoye)                                 | Nef à 3 vaisseaux sans transept et clocher au dessus du vaisseau central de la nef.          |       |                                                                              |
|              | Église Saint-Nicolas de Leke                        | Leke                                               | Nef à 3 vaisseaux avec transept et clocher au dessus du vaisseau central de la nef.          |       |                                                                              |
|              | Église Saint-Pierre de Lo (nl)                      | Lo (Lo-Reninge)                                    | Nef à 3 vaisseaux avec transept et clocher au dessus de la croisée du transept.              |       |                                                                              |
|              | Église Saint-Amand de Meulebeke (nl)                | Meulebeke                                          | Nef à 3 vaisseaux sans transept et clocher en façade intégré au vaisseau central de la nef.  |       |                                                                              |
|              | Église Saint-Martin et Saint-Christophe de Moorsele | Moorsele (Wevelgem)                                | Nef à 3 vaisseaux avec transept et clocher au dessus de la croisée du transept.              |       |                                                                              |
|              | Église Saint-Lambert d'Oedelem                      | Oedelem                                            | Nef à 3 vaisseaux sans transept et clocher derrière le chevet du vaisseau central de la nef. |       |                                                                              |
|              | Église Saint-Brixius d'Oogiem                       | Ooigem                                             | Nef à 3 vaisseaux sans transept et clocher au dessus du vaisseau central de la nef.          |       |                                                                              |
|              | Église Notre-Dame de Pittem                         | Pittem                                             | Nef à 3 vaisseaux sans transept et clocher au dessus du vaisseau central de la nef.          |       |                                                                              |
|              | Église Saint-Laurent de Ramskapelle                 | Ramskapelle                                        | Nef à 3 vaisseaux sans transept et clocher en façade devant le vaisseau central de la nef.   |       |                                                                              |
|              | Église Saint-Michel de Roulers (nl)                 | Roulers                                            | Nef à 3 vaisseaux avec transept et clocher en façade devant le vaisseau central de la nef.   |       |                                                                              |
|              | Église Saint-Denis de Saint-Genois                  | Saint-Genois                                       | Nef à 3 vaisseaux avec transept et clocher au dessus de la croisée du transept.              |       |                                                                              |
|              | Église Saint-Corneille de Snaaskerke                | Snaaskerke (Gistel)                                | Nef à 3 vaisseaux avec transept et clocher en façade devant le vaisseau central de la nef.   |       |                                                                              |
|              | Église Saint-Arnoult de Tiegem                      | Tiegem                                             | Nef à 3 vaisseaux avec transept et clocher au dessus de la croisée du transept.              |       |                                                                              |
|              | Église Saint-Pierre de Tielt                        | Tielt                                              | Nef à 3 vaisseaux sans transept et clocher au dessus du vaisseau central de la nef.          |       |                                                                              |
|              | Église Saint-Éloi de Vive-Saint-Éloi                | Vive-Saint-Éloi (Waregem)                          | Nef à 3 vaisseaux sans transept et clocher au dessus du vaisseau central de la nef.          |       |                                                                              |
|              | Église Saint-Amand et Saint-Blaise de Waregem       | Waregem                                            | Nef à 3 vaisseaux avec transept, et clocher au dessus de la croisée du transept.             |       |                                                                              |
|              | Église Saint-Bavo de Watou                          | Watou                                              | Nef à 3 vaisseaux avec transept et clocher au dessus de la croisée du transept.              |       |                                                                              |
|              | Église Saint-Amand de Wingene (nl)                  | Wingene                                            | Nef à 3 vaisseaux sans transept et clocher en façade intégré au vaisseau central de la nef.  |       |                                                                              |
|              | Église Saint-Jacques d'Ypres                        | Ypres                                              | Nef à 3 vaisseaux avec transept et clocher en façade devant le vaisseau central de la nef.   |       |                                                                              |

## Flandre-Orientale
| Illustration | Nom                                            | Commune ou section (commune, quartier ou lieu-dit) | Type                                                                                       | Dates | Remarques |
| ------------ | ---------------------------------------------- | -------------------------------------------------- | ------------------------------------------------------------------------------------------ | ----- | --------- |
|              | Église Saint-Pierre-et-Saint-Martin d'Assenede | Assenede                                           | Nef à 3 vaisseaux avec transept et clocher au dessus de la croisée du transept.            |       |           |
|              | Église Saint-Martin de Gand                    | Gand                                               | Nef à 3 vaisseaux avec transept et clocher au dessus de la croisée du transept.            |       |           |
|              | Église Notre-Dame de la Naissance de Kluizen   | Kluizen (Everghem)                                 | Nef à 3 vaisseaux sans transept et clocher en façade devant le vaisseau central de la nef. |       |           |
|              | Église Saint-Macaire de Laerne                 | Laerne                                             | Nef à 3 vaisseaux avec transept et clocher au dessus de la croisée du transept.            |       |           |
|              | Église Saint-Martin de Laethem-Saint-Martin    | Laethem-Saint-Martin                               | Nef à 3 vaisseaux avec transept et clocher au dessus de la croisée du transept.            |       |           |
|              | Église Sainte-Barbe de Maldegem                | Maldeghem                                          | Nef à 3 vaisseaux avec transept et clocher au dessus de la croisée du transept.            |       |           |
|              | Église Saint-Maurice de Nevele                 | Nevele                                             | Nef à 3 vaisseaux avec transept et clocher au dessus de la croisée du transept.            |       |           |
|              | Église Sainte-Cathérine de Wachtebeke          | Wachtebeke                                         | Nef à 3 vaisseaux avec transept et clocher au dessus de la croisée du transept.            |       |           |
|              | Église Notre-Dame de la Naissance de Wortegem  | Wortegem (Wortegem-Petegem)                        | Nef à 3 vaisseaux avec transept et clocher au dessus de la croisée du transept.            |       |           |
|              | Église Saint-Martin de Zomergem (nl)           | Zomergem                                           | Nef à 3 vaisseaux avec transept et clocher au dessus de la croisée du transept.            |       |           |

## Hainaut
| Illustration | Nom                                        | Commune ou section (commune, quartier ou lieu-dit) | Type | Dates       | Remarques                                      |
| ------------ | ------------------------------------------ | -------------------------------------------------- | --- | ----------- | ---------------------------------------------- |
|              | Église Saint-Pierre-aux-liens d'Ellezelles | Ellezelles                                         | Nef à 3 vaisseaux sans transept et clocher en façade intégré au vaisseau central de la nef.                                   |             |                                                |
|              | Église Saint-Nicolas du Rœulx              | Le Rœulx                                           | Nef à 3 vaisseaux avec transept et clocher au dessus de la croisée du transept.                                               |             |                                                |
|              | Église Saint-Aubert de Mont-Saint-Aubert   | Mont-Saint-Aubert                                  | Nef à 3 vaisseaux sans transept et clocher en façade devant le vaisseau central de la nef.                                    |             |                                                |
|              | Église Saint-Martin de Pecq                | Pecq                                               | Nef à 3 vaisseaux sans transept et clocher en façade intégré au vaisseau central de la nef.                                   |             |                                                |
|              | Église Saint-Brice de Tournai              | Tournai                                            | Chœur à 3 vaisseaux adossé à une église de plan basilical du XIIe et clocher en façade* devant le vaisseau central de la nef. | XIIIe-XVe** | * Du XVe siècle. ** Pour la partie Hallenkerk. |

## Liège
| Illustration | Nom                                        | Commune ou section (commune, quartier ou lieu-dit) | Type                                                                                | Dates | Remarques                                             |
| ------------ | ------------------------------------------ | -------------------------------------------------- | ----------------------------------------------------------------------------------- | ----- | ----------------------------------------------------- |
|              | Collégiale Sainte-Croix de Liège           | Liège (Centre de Liège)                            | Nef à 3 vaisseaux avec transept et clocher au dessus du vaisseau central de la nef. |       |                                                       |
|              | Église Saint-Servais de Liège              | Liège (Pierreuse)                                  | Nef à 3 vaisseaux sans transept et clocher accolé au nord du choeur.                |       | Sa toiture a disparu lors d'un incendie en août 1981. |
|              | Église Saints-Hermès-et-Alexandre de Theux | Theux                                              | Nef à 3 vaisseaux sans transept et clocher accolé à la façade du vaisseau nord.     |       |                                                       |

## Limbourg
| Illustration | Nom                            | Commune ou section (commune, quartier ou lieu-dit) | Type                                                                                       | Dates | Remarques |
| ------------ | ------------------------------ | -------------------------------------------------- | ------------------------------------------------------------------------------------------ | ----- | --------- |
|              | Église Saint-Maurice de Bilzen | Bilzen                                             | Nef à 3 vaisseaux sans transept et clocher en façade devant le vaisseau central de la nef. |       |           |
|              | Église Saint-Martin de Meeuwen | Meeuwen (Oudsbergen)                               | Nef à 3 vaisseaux et clocher en façade devant le vaisseau central de la nef.               |       |           |

## Luxembourg
| Illustration | Nom                             | Commune ou section (commune, quartier ou lieu-dit) | Type                                                                                        | Dates | Remarques |
| ------------ | ------------------------------- | -------------------------------------------------- | ------------------------------------------------------------------------------------------- | ----- | --------- |
|              | Église Saint-Pierre de Bastogne | Bastogne                                           | Nef à 3 vaisseaux sans transept et clocher en façade intégré au vaisseau central de la nef. |       |           |